# سیارک ۴۹۹۶
سیارک ۴۹۹۶ (به انگلیسی: 4996 Veisberg، نامگذاری:1986PX5) چهار هزار و نهصد و نود و ششمین سیارک کشف شده‌است که در ۱۱ اوت ۱۹۸۶ کشف شد.
قدر مطلق سیارک برابر ۱۳٫۲۰ است.